# Лавочкин Ла-150
Лавочкин Ла-150 (по Нато класификацији енгл. Type 3) је први и експериментални авион тада „опитно конструкционог бироа ОКБ-301“ Лавочкин покретан млазним мотором. Авион је уследио као одговор на Стаљинов захтев да се конструише нови једноседи млазни авион заснован на Јункерсовом мотору Јумо 004Б.
Приступ Лавочкина при изради авиона Ла-150 је био да се изради потпуно нов авион, уместо да се у труп већ постојећег ловачког авиона с клипним мотором угради турбомлазни мотор. Ла-150 је међу првим совјетским млазним ловачким авионима, поред МиГ-15 и Јак-15. Први пут је полетео септембра 1946. покретани совјетском верзијом Јункерсовог мотора са ознаком РД-10. Авион је имао труп кружног пресека, с пито усисником, док је издувна цев била испод трупа. Изглед је био врло сличан са авионом Јак-15. Да би максимално смањили губитке потиска, издувна цев је била врло кратака. За разлику од Јак-а 15 који је био нискокрилац Ла-150 је био висококрилац с равним крилима распона 8,2 метра.
Летна испитивања одвијала су се све до априла наредне године. Током њих откривено је да су летне карактеристике углавном задовољавајуће. Мотор потиска 8,8 kN омогућавао је максималну брзину од 850 km/h и оперативни плафон лета од 12500 метара. Током лета великим брзинама појављивале су се вибрације, а и тежиште авиона било је помакнуто превише уназад. Пилоти су се жалили да је кабина преслабо изолована од буке и хладноће, док је највећи недостатак била запремина резевоара од само 553 литра, што је било довољно за тек 700 километара долета. Занимљиво је да је, иако наводно тек експериментални, Ла-150 добио наоружање од два топа НС-23 калибра 23 mm.

## Верзије

### Ла-150М
Лавочкин је знатно више очекивао од овога авиона него од Ла-150. Наиме, Ла-150М је добио резервоаре за гориво веће запремине. Због тога, а и због неких других ситних измена, маса при полетању повећана је за 300 до 400 килограма. Како је задржан исти мотор, то се одразило на слабљене летних карактеристика, па је максимална брзина смањена на 805 km/h. Недостаци ове верзије су ти што је поред већих резервоара долет пао на 500 километара, или тек 48 минута лета. Док је за пењање на 5000 метара Ла-150М требало чак 7,2 минута. Због свега тога Совјетско ратно ваздухопловство није прихватило да се Ла-150М уведе у серијску производњу, већ је упутило на даља побољшавања.

### Ла-150Ф
Како би одговорио на захтеве Совјетског ратног ваздухопловства, Лавочкин је одлучио на брзину развити верзију Ла-150Ф. Једина већа измена у односу на Ла-150М била је уградња мотора РД-10Ф са додатним сагоревањем који је повећао потисак на 10,8 kN, а повећање потиска одразило се на повећање максималне брзине. Занимљиво је да је Ла-150Ф највећу брзину постизао на нивоу мора од 950 km/h. На висини од 5000 метара брзина је пала на 900 km/h. Због тога је Ла-150Ф имао потенцијал да постане добар јуришни авион. То се није остварило, јер је долет и даље био 500 километара или 48 минута лета. Снажнији мотор повећао је и оперативни плафон лета на 13000 метара. Тестирања у лету Ла-150Ф обављана су од јула до септембра 1947, али Совјетско ратно ваздухопловство и даље није било задовољно авионом.